# سيرجيو فياريال لوزانو
سيرجيو فياريال لوزانو (بالإسبانية: Sergio Villarreal Lozano)‏ هو لاعب كرة قدم مكسيكي، ولد في 10 يناير 2000 في مونتيري في المكسيك.